# Ranheim Fotball
Il Ranheim Fotball è una società calcistica norvegese con sede a Ranheim, quartiere di Trondheim. Milita nella 1. divisjon, la seconda divisione del campionato norvegese.

## Storia
Il Ranheim militò nella massima divisione del calcio norvegese nel 1937-1938, 1938-1939, 1947-1948, 1949-1950, 1952-1953, 1954-1955 e 1955-1956.
Dal 2006, diventò una società satellite del Rosenborg. Nel 2007 e nel 2008, la squadra sfiorò la promozione in 1. divisjon, risultato che poi venne raggiunto nel 2009. La squadra, nel 2010, raggiunse anche un posto valido per i play-off di qualificazione all'Eliteserien, ma fu sconfitta nel doppio confronto dallo Hønefoss. 
Conclude al 4º posto il campionato di 1. Divisjon 2017 e viene promosso in Eliteserien, solo dopo aver battuto il Sogndal nello spareggio. L’Eliteserien 2018 si rivela essere un’annata tranquilla, concludendo al 7º posto con un bottino di 42 punti conquistati (nella prima parte del campionato il club si è trovato spesso nei primissimi posti della classifica); tuttavia, l’annata seguente è più complicata e viene conclusa con l’ultimo posto in classifica con soli 27 punti totalizzati.

## Organico
Rosa aggiornata al 15 agosto 2018.
| N. |                     | Ruolo | Calciatore         |
| -- | ------------------- | ----- | ------------------ |
| 1  | Norvegia (bandiera) | P     | Even Barli         |
| 3  | Norvegia (bandiera) | D     | Daniel Kvande      |
| 5  | Norvegia (bandiera) | D     | Øyvind Alseth      |
| 6  | Norvegia (bandiera) | C     | Magnus Blakstad    |
| 7  | Norvegia (bandiera) | C     | Mads Reginiussen   |
| 9  | Norvegia (bandiera) | A     | Michael Karlsen    |
| 10 | Norvegia (bandiera) | A     | Øyvind Storflor    |
| 11 | Norvegia (bandiera) | C     | Eirik Valla Dønnem |
| 12 | Norvegia (bandiera) | P     | Magnus Lenes       |
| 13 | Norvegia (bandiera) | A     | Joachim Olufsen    |
| 14 | Norvegia (bandiera) | C     | Mats Lillebo       |
| 15 | Norvegia (bandiera) | D     | Erik Tønne         |

| N. |                     | Ruolo | Calciatore         |
| -- | ------------------- | ----- | ------------------ |
| 16 | Norvegia (bandiera) | C     | Kristoffer Løkberg |
| 17 | Norvegia (bandiera) | C     | Sondre Sørløkk     |
| 18 | Norvegia (bandiera) | D     | Ivar Furu          |
| 20 | Norvegia (bandiera) | A     | Kim Ove Riksvold   |
| 21 | Norvegia (bandiera) | C     | Jakob Tromsdal     |
| 22 | Norvegia (bandiera) | C     | Sivert Solli       |
| 23 | Norvegia (bandiera) | D     | Aslak Fonn Witry   |
| 24 | Norvegia (bandiera) | C     | Aleksander Foosnæs |
| 26 | Norvegia (bandiera) | A     | Ola Solbakken      |
| 27 | Norvegia (bandiera) | A     | Andreas Helmersen  |
| –– | Norvegia (bandiera) | C     | Magnus Stamnestrø  |

## Palmarès

### Competizioni nazionali
- 2. divisjon: 1

2009 (gruppo 4)

### Altri piazzamenti
- Coppa di Norvegia:

Semifinalista: 1953, 2019
- 1. divisjon:

Promozione: 2017
- 2. divisjon:

Secondo posto: 2008 (gruppo 2)
Terzo posto: 2000 (gruppo 7), 2006 (gruppo 2), 2007 (gruppo 2)